# Cooper (Teksas)
Cooper je grad u američkoj saveznoj državi Teksas. Prema popisu stanovništva iz 2010. u njemu je živjelo 1.969 stanovnika.